# Beyond Tomorrow
Beyond Tomorrow é um filme de fantasia romântica dos Estados Unidos de 1940 dirigido por Edward Sutherland e produzido por Lee Garmes. O filme foi estrelado pelo trio de caráter veteranos, Harry Carey, C. Aubrey Smith e Charles Winninger. Ele também incluiu uma rara aparição de Maria Ouspenskaya.

## Elenco
- Harry Carey ... George Melton
- C. Aubrey Smith ... Allan Chadwick
- Charles Winninger ... Michael O'Brien
- Alex Melesh ... Josef, the butler
- Maria Ouspenskaya ... Madame Tanya
- Helen Vinson ... Arlene Terry
- Rod La Rocque ... Phil Hubert
- Richard Carlson ... James Houston
- Jean Parker ... Jean Lawrence
- J. Anthony Hughes ... Policial Johnson
- Robert Homans .. Sargento da polícia
- Virginia McMullen ... Secretária de estação de rádio
- James Bush ... Jace Taylor
- William Bakewell ... David Chadwick